# Servicio Estatal de Estadística de Ucrania
Servicio Estatal de Estadística de Ucrania (en ucraniano: Державний Комітет Статистики України, Derzhavnyi Komitet Statystyky Ukrainy ) es la agencia gubernamental responsable de la recopilación y difusión de estadísticas en Ucrania . Por brevedad, también se conoce como Derzhkomstat . En 2010, el comité se transformó en el Servicio Estatal de Estadística, dependiente del Ministerio de Desarrollo Económico y Comercio . 

## Instituciones
- Instituto de Ciencia e Investigación de Estadística, realiza un seguimiento de la Clasificación de los objetos del sistema administrativo-territorial de Ucrania